# Radulf II
Radulf II (mort en 880) fut un duc de Thuringe de 874 à 880 et à la tête de la Marche Sorabe. 
Il est le fils de Thachulf (en). 

## Sources
- (en) Steffen Rassloff, Geschichte Thüringens, Munich, Beck, 2010, 125 p. (ISBN 978-3-406-60523-9, lire en ligne)